# Bückchen
Bückchen (niedersorbisch Bukowka) ist ein Gemeindeteil von Wittmannsdorf-Bückchen, einem Ortsteil der Gemeinde Märkische Heide im Landkreis Dahme-Spreewald in Brandenburg. Bis zur Fusion mit der Gemeinde Wittmannsdorf im September 1973 war Bückchen eine eigenständige Gemeinde.

## Lage und Erreichbarkeit
Bückchen liegt in der Niederlausitz, etwa 17 Kilometer Luftlinie nördlich der Kreisstadt Lübben und 19 Kilometer südwestlich von Beeskow. Umliegende Ortschaften sind Wittmannsdorf im Nordosten, Wiese im Osten, Schuhlen im Südosten, Groß Leuthen im Süden, Gröditsch im Südwesten sowie Pretschen im Nordwesten.
Durch Bückchen verläuft die Landesstraße 443, die Bundesstraße 179 befindet sich etwa zwei Kilometer südwestlich im Nachbarort Gröditsch. Südöstlich des Dorfes befindet sich das unter Naturschutz stehende Teufelsluch.

## Geschichte

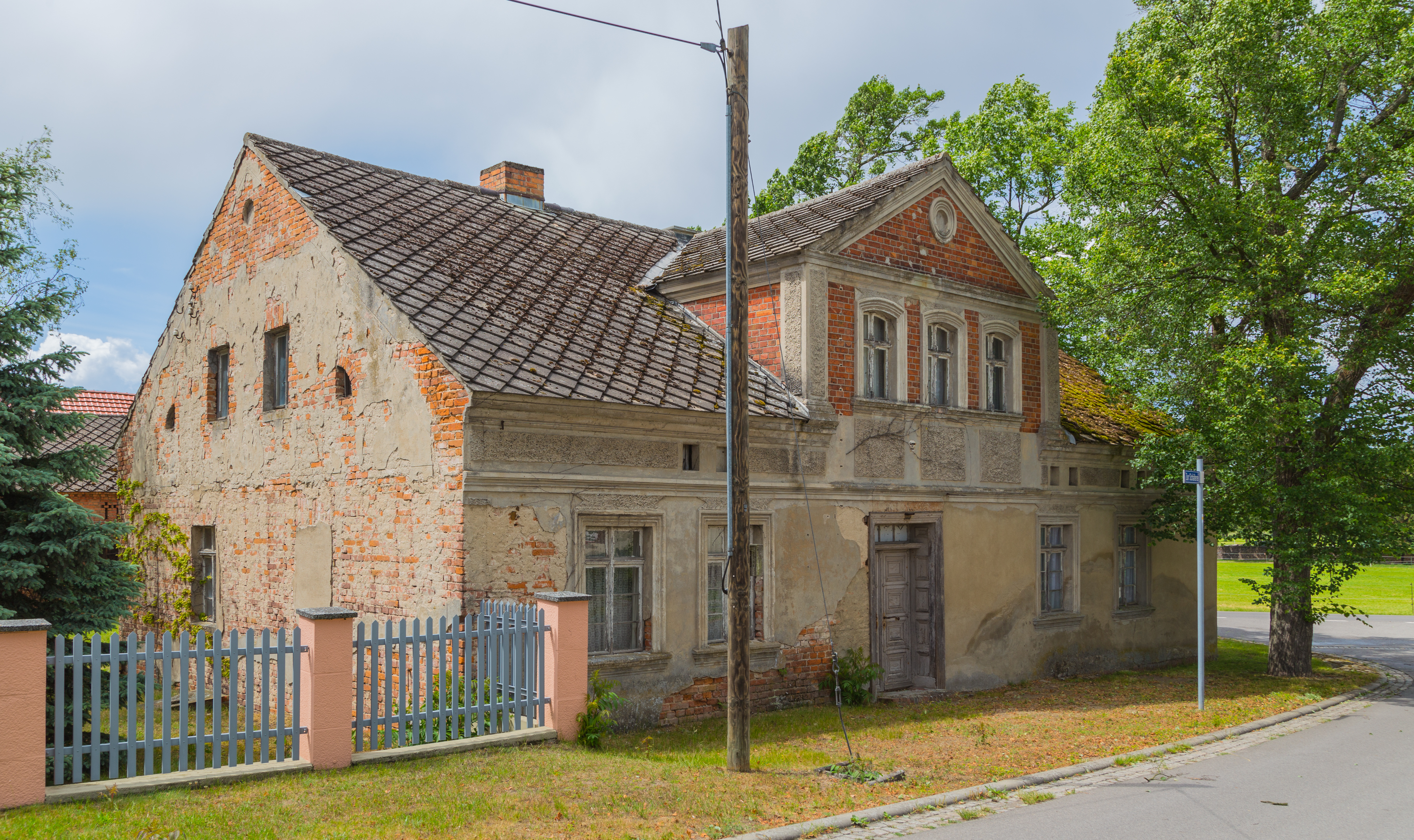
Haus in Bückchen

Erstmals in Urkunden erwähnt wurde Bückchen im Jahr 1517 als „Bückichen“. Der Ortsname ist von dem sorbischen „buk“ für Rotbuche abgeleitet. 1522 hieß der Ort „Buck“. Der sorbische Ortsname wurde 1800 als „Bukowka“ erwähnt.
1840 gab es in Bückchen 17 Wohngebäude, in denen 134 Einwohner lebten. Das Dorf war Teil der Standesherrschaft Groß Leuthen und gehörte kirchlich zu Wittmannsdorf. An der Straße nach Groß Leuthen besaß Bückchen damals ein Vorwerk. Bis 1864 erhöhte sich die Einwohnerzahl von Bückchen auf 171. Zum Ort gehörten eine Windmühle und zwei ausgedehnte Gehöfte.
Bis 1815 gehörte Bückchen zum Krummspreeischen Kreis, nach dem Wiener Kongress musste das Königreich Sachsen Bückchen an das Königreich Preußen abtreten. Dabei wurde der Krummspreeische Kreis in den Landkreis Lübben umgewandelt. Nach dem Zweiten Weltkrieg lag die Gemeinde zunächst in der Sowjetischen Besatzungszone und anschließend in der DDR. Bei der am 25. Juli 1952 in der DDR durchgeführten Kreisreform wurde die Gemeinde Bückchen dem Kreis Lübben im Bezirk Cottbus angegliedert, dort wurde Bückchen am 1. September 1973 mit Wittmannsdorf zu der neuen Gemeinde Wittmannsdorf-Bückchen vereinigt. Nach der Wende wurde der Kreis Lübben in Landkreis Lübben umbenannt und schließlich aufgelöst, die Gemeinde Wittmannsdorf-Bückchen wurde dem Landkreis Dahme-Spreewald zugeordnet und schloss sich dem Amt Märkische Heide an. Zum 26. Oktober 2003 wurde dieses Amt aufgelöst und die Gemeinden des Amtes zu der neuen amtsfreien Gemeinde Märkische Heide vereinigt. Bückchen ist seitdem ein Gemeindeteil von Märkische Heide.

## Bevölkerungsentwicklung
| Jahr | Einwohner |
| ---- | --------- |
| 1875 | 117       |
| 1890 | 120       |
| 1910 | 104       |
| 1925 | 103       |
| 1933 | 102       |
| 1939 | 93        |
| 1946 | 164       |
| 1950 | 168       |
| 1964 | 100       |
| 1971 | 89        |